# Nepal Airlines
Nepal Airlines (Непал Эйрлайнз, непальск. नेपाल वायुसेवा, ранее — Royal Nepal Airlines) — национальная авиакомпания Непала. Головной офис находится в Катманду, базовый аэропорт — Международный аэропорт имени Трибхувана. 51% акций авиакомпании принадлежит государству.

## История

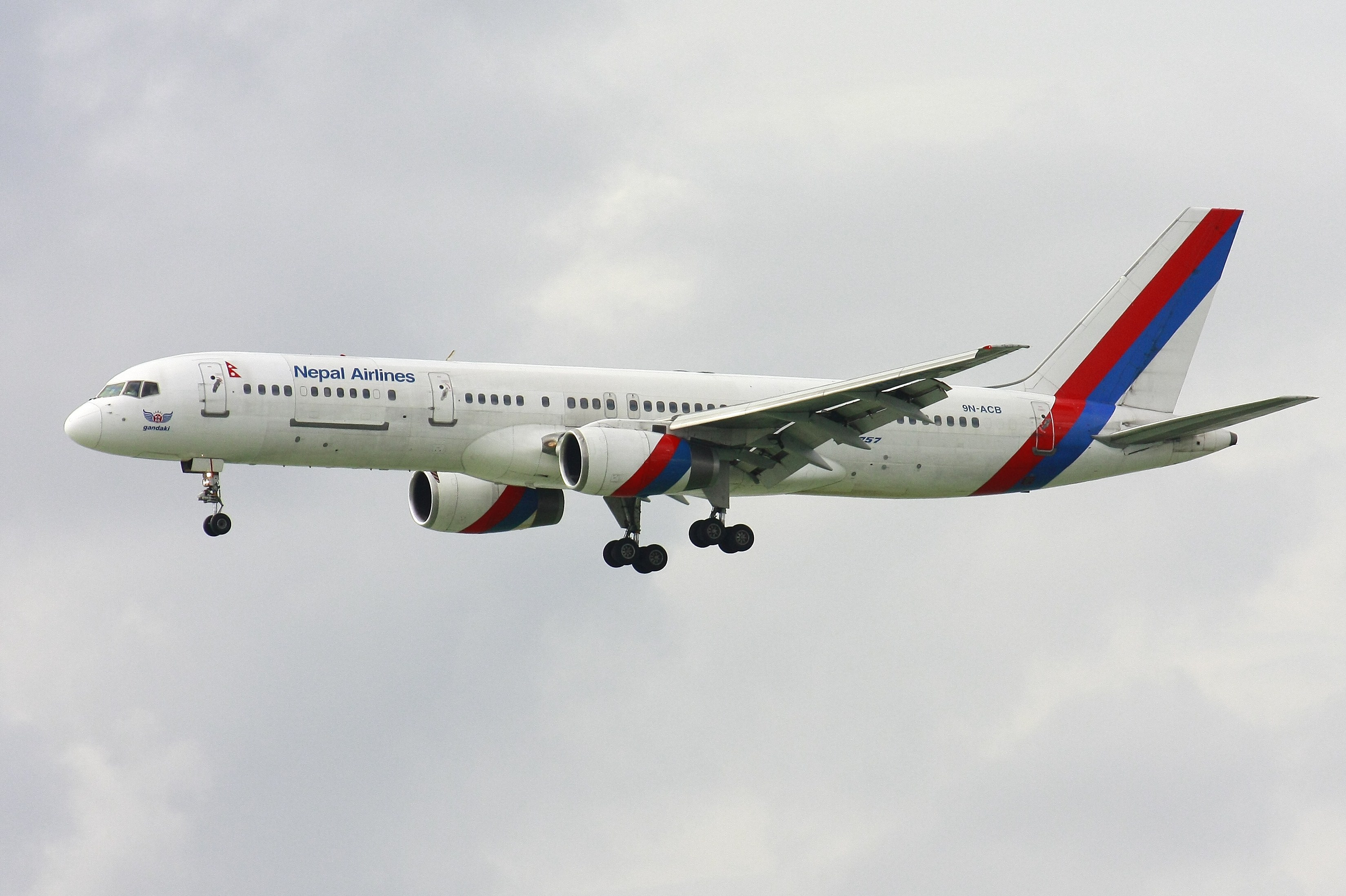
Самолёт Boeing 757 авиакомпании Nepal Airlines

Авиакомпания Royal Nepal Airlines Corporation (Королевские Авиалинии Непала) была основана в июле 1958 года. Свою деятельность компания начала с эксплуатации единственного самолёта Douglas DC-3, выполнявшего внутренние рейсы в Биратнагар, Покхару и Симару, а также международные рейсы в Индию.
Швейцарские самолёты Pilatus PC-6 Porter поступили в Royal Nepal Airlines в  1961 году. Эти 6-местные самолёты укороченного взлёта и посадки хорошо подошли для работы в горных районах Непала. Примерно в это же время были получены ещё 7 Douglas DC-3. В период с 1963 по 1965 годы в Royal Nepal Airlines работали два самолёта Fong Shou-2 Harvester (китайский аналог советского Ан-2). В 1966 году флот авиакомпании пополнился турбовинтовыми самолётами Fokker F27 Friendship, эксплуатировавшимися на международных линиях. Самолёты Hawker Siddley HS-748 поступили в Royal Nepal Airlines в 1970 году и использовались как на внутренних, так и на международных рейсах, а также — для экскурсионных полётов вокруг Эвереста. Разнородность авиационного флота Непала являлась следствием того, что многие самолёты были получены по программам помощи от других стран.
Значительную роль в развитии авиасообщения с отдалёнными горными деревнями сыграли самолёты De Havilland Canada DHC-6 Twin Otter, способные работать на коротких грунтовых ВПП.  В состав флота Royal Nepal Airlines DHC-6 Twin Otter вошли в 1971 году.

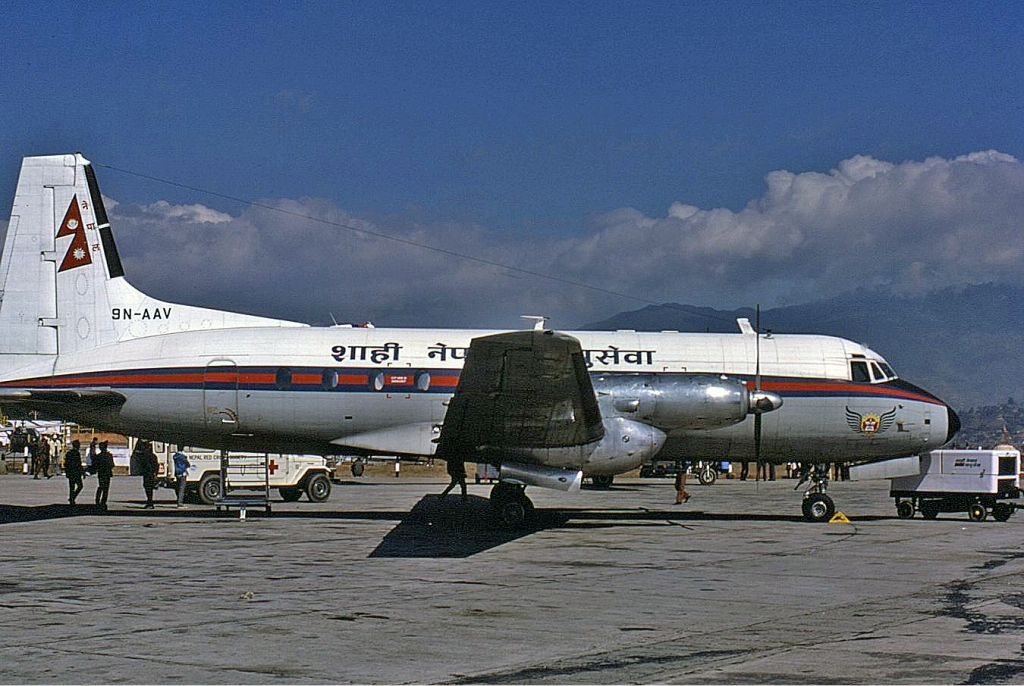
Самолёт Hawker Siddley HS-748 авиакомпании Royal Nepal Airlines в 1986 году

В 1972 году начата эксплуатация первых в Непале реактивных самолётов — Boeing 727 — прослуживших до 1993 года. В 1987—88 гг Royal Nepal Airlines получила 2 самолёта Boeing 757-200.
По данным за 1988—89 гг Royal Nepal Airlines имела доход $54,3 млн с операционной прибылью $17 млн, обеспечивая самый значительный, среди всех непальских предприятий, приток иностранной валюты в страну. Также, Royal Nepal Airlines являлась крупнейшим работодателем Непала — в авиакомпании работало около 2 200 человек.
На период с 1993 по 1996 годы Royal Nepal Airlines был взят в лизинг самолёт Airbus A310.
В 2004 году для погашения долгов компании 49% её акций было продано частным инвесторам.
В 2007 году после упразднения монархии в Непале из названия авиакомпании убрали слово Королевские — Royal Nepal Airlines была переименована в Nepal Airlines.
В рамках программы модернизации флота в 2015 году авиакомпания получила два новых самолёта Airbus A320.

## Флот

### Современное состояние

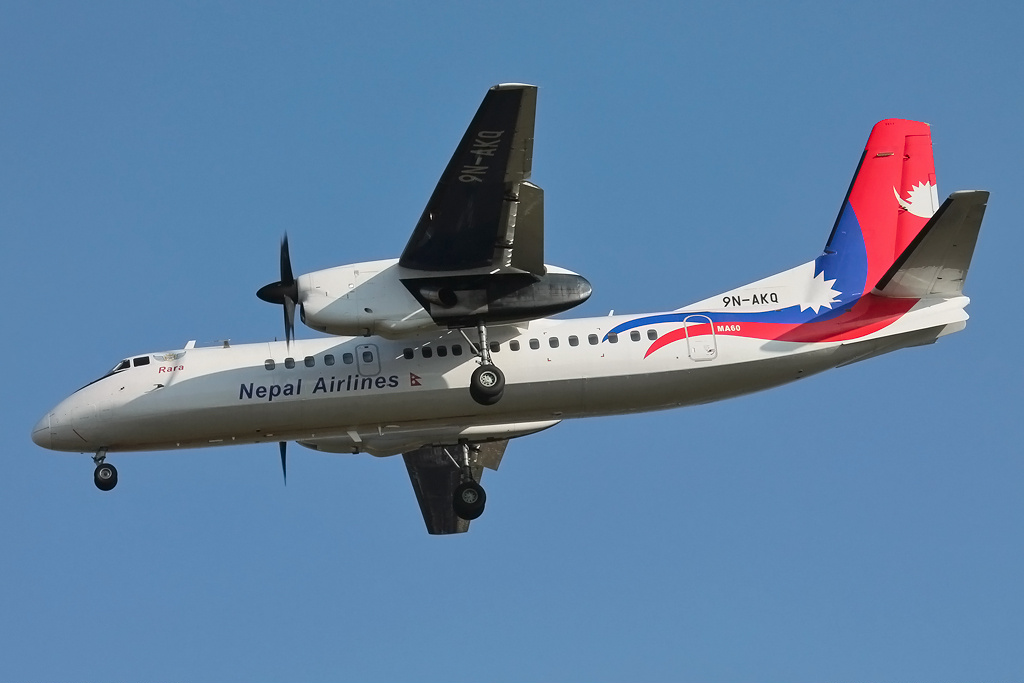
Самолёт Xian MA60 в новой (используется с 2014 года) цветовой схеме Nepal Airlines

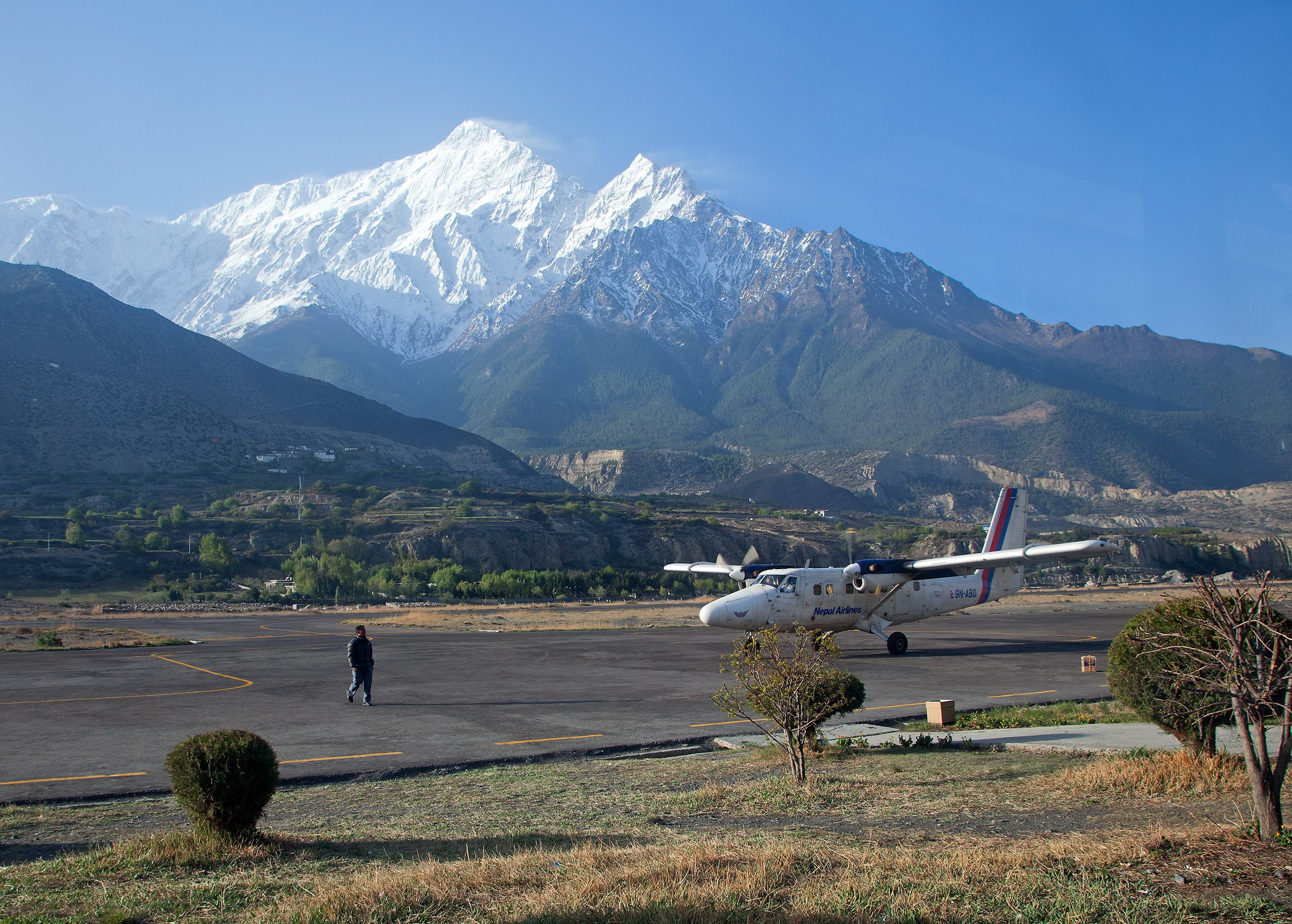
Самолёт DHC-6 Twin Otter авиакомпании Nepal Airlines в аэропорту Джомсома

Флот Nepal Airlines (на 2014 год) состоит из
| Тип самолёта                         | Используется | Заказано | Примечания                                             |
| ------------------------------------ | ------------ | -------- | ------------------------------------------------------ |
| de Havilland Canada DHC-6 Twin Otter | 2            |          | Планируется замена самолётов этого типа на Harbin Y-12 |
| Harbin Y-12                          | 1            | 3        |                                                        |
| Xian MA60                            | 1            | 1        |                                                        |
| Airbus A320                          | 2            |          |                                                        |
| A330-200                             | 2            |          |                                                        |
| Boeing 757-200                       | 1            | 1        | один 1987-2017                                         |

### Ранее эксплуатировавшиеся самолёты
| Тип самолёта          | Начало эксплуатации | Конец эксплуатации |
| --------------------- | ------------------- | ------------------ |
| Douglas DC-3          | 1958                | 1973               |
| Pilatus PC-6 Porter   | 1961                | 1998               |
| Fong Shou-2 Harvester | 1963                | 1965               |
| Fokker F27 Friendship | 1966                | 1970               |
| Hawker Siddley HS-748 | 1970                | 1996               |
| Boeing 727            | 1972                | 1993               |
| Airbus A310           | 1993                | 1996               |
| Boeing 757-200        | 1987                | 2017               |

## География полётов
Nepal Airlines выполняет (на 2014 год) из Катманду международные рейсы в Бангкок (Таиланд), Доху (Катар), Дубай (ОАЭ), Гонконг (Китай), Куала-Лумпур  (Малайзия). Также авиакомпания является одним из крупнейших перевозчиков на внутренних авиалиниях Непала.
Nepal Airlines имеет соглашение код-шеринга с бутанской авиакомпанией Druk Air.
По состоянию на 2013 год всем непальским авиакомпаниям, в том числе и Nepal Airlines, запрещены полёты в Европейский союз из-за несоответствия европейским нормам и стандартам

## Интересные факты
- На эмблеме Nepal Airlines изображён индуистский бог Акаш Бхайраб[англ.]. В 2007 году в честь Акаша Брайраба было совершено жертвоприношение двух козлов, для того чтобы бог помог починить электрооборудование одного из непальских Boeing 757[8]